# Качулата морска кучка
Качулатата морска кучка (Coryphoblennius galerita) е вид бодлоперка от семейство Blenniidae. Видът не е застрашен от изчезване.

## Разпространение и местообитание
Разпространен е в Албания, Алжир, България, Великобритания, Гибралтар, Грузия, Гърнси, Гърция, Джърси, Египет, Израел, Ирландия, Испания, Италия, Кипър, Ливан, Малта, Мароко, Монако, Португалия (Азорски острови и Мадейра), Румъния, Русия, Сирия, Словения, Тунис, Турция, Украйна, Франция, Хърватия и Черна гора.
Обитава крайбрежията и скалистите дъна на океани и морета.

## Описание
На дължина достигат до 7,6 cm.